# Tran Thanh Tong
Trần Thánh Tông, namn vid födseln (tên huý) Trần Hoảng, född 1240, död 1291, var den andre kejsaren av Trandynastin i Vietnam. Han regerade från 1258 till 1278.
Under hotet från mongolerna samlade han ledare för alla folk för att höra på deras åsikter vilket ledde till en stark nationell enighet i kampen mot erövringsförsöken från norr. Han abdikerade till förmån för sin son Trần Nhân Tông.